# Caradrina syriaca
Caradrina syriaca là một loài bướm đêm trong họ Noctuidae.